# Demokrati.
Demokrati. je slovenska politična stranka, ki se opredeljuje kot sredinska do desno sredinska. Njen izvor je bilo prvotno ustanovljeno javno društvo Platforma sodelovanja ustanovljeno 31. maja 2023 z namenom javne razprave o prihodnosti Slovenije. Nato pa je bila kot stranka ustanovljena 16. novembra 2024. Izoblikovala se je okoli Anžeta Logarja, predsedniškega kandidata na volitvah 2022 in bivšega ministra za zunanje zadeve v času tretje Janševe vlade.
V ospredje svojega političnega delovanja postavljajo varnost, sodobno in digitalizirano družbo, ugodno gospodarsko okolje, boj proti korupciji in zdravje.

## Zgodovina

### Ozadje nastanka
Po predsedniških volitvah 2022 se je ugibalo o nadaljnji poti Anžeta Logarja, takrat še poslanca stranke SDS, tudi v luči tega, da je zbral več glasov volivcev kot stranka SDS na parlamentarnih volitvah tistega leta. 13. novembra 2022 je po zaključenem drugem krogu dejal: »Danes smo na začetku nečesa velikega« Ugibalo se je o lastni stranki, a je spomladi 2023 Logar napovedal ustanovitev društva Platforma sodelovanja.
24. novembra 2023 je Anže Logar je na seji Sveta SDS odstopil s funkcije predsednika sveta, v izjavi za javnost je poudaril, da bo svoje moči usmeril v Platformo sodelovanja. 6. decembra 2023 je izvršilni odbor SDS ocenil, da vse kaže na to, da bo Logar ustanovil lastno stranko, SDS pa je pričakoval, da bodo poslanci, izvoljeni na njeni listi, spoštovali voljo volivcev in mandat končali skladno z mandatom. Anžeta Logarja izvršni odbor iz stranke ni izključil, a je ocenil, da »nadaljnjih nastopov in stališč poslanca Anžeta Logarja ni mogoče več samodejno šteti za stališča SDS-a, ampak za stališča nove stranke v nastajanju«.
9. oktobra 2024 je Anže Logar predsedniku Janezu Janši, po 25 letih članstva v stranki, poslal svojo izstopno izjavo in dan kasneje napovedal ustanovitev nove stranke do konca leta 2024. Vstop v stranko sta napovedala tudi Eva Irgl in Dejan Kaloh, ki sta nekaj dni kasneje prav tako izstopila iz SDS, a se slednji za pridružitev kasneje ni odločil.

### Nastanek stranke
24. oktobra je Logar povedal, da se bo stranka imenovala Demokrati, saj da ime »poudarja politično širino, ki jo želijo z novo potjo predstaviti«.
Kongres nove stranke je potekal 16. novembra 2024 v Mariboru. Na njem sta bila potrjena program in statut, izvoljeni pa so bili še ostali organi stranke. Izvoljeni predsednik Logar je v nagovoru poudaril, da »morata država in politika služiti ljudem« ter napovedal »veliko programsko koalicijo«, kot njeni prioriteti je navedel politično širino in boj proti korupciji.

### Pripojitev stranke Konkretno
17. junija 2025 je bilo na skupni tiskovni konferenci oznanjeno, da se bo Demokratom pripojila stranka Konkretno, ki jo je od umika Zdravka Počivalška leta 2023 do kasnejše priključitve vodil Janez Demšar. Spojitveni kongres je potekal 3. julija 2025 v Ljubljani, Anže Logar je na njem napovedal, da bo Demšarja predlagal za podpredsednika stranke.

## Nazori

### Notranja politika

#### Digitilizacija
Demokrati podpirajo ustanovitev portala "eSlovenija" z mobilnimi aplikacijami za vse javne storitve po načelu 'one-stop-shop'. Portal, ki bi združil eUpravo, Zemljiško knjigo in FURS ter omogočil uporabo digitalne osebne izkaznice in vozniškega dovoljenja. Prav tako zagovarjajo vključevanje notarstvo za oddaljene storitve. V gospodarstvu bi uvedli letno e-poročanje z enotnim obrazcem. Spodbujajo solastništvo zaposlenih v podjetjih z reformo obdavčitve opcij in delnic. Za digitalne nomade bi zmanjšali administrativne ovire, kar naj bi povečalo prihodke državnega proračuna. 

#### Gospodarska politika
Demokrati se zavzemajo za vključevanje ukrepov na področjih javnih financ, industrijske politike, raziskav, izobraževanja in trga dela. Cilji so izboljšanje konkurenčnosti, spodbujanje podjetništva, inovacij in digitalizacija, zmanjšanje administrativnih ovir ter zagotavljanje virov za zagonska podjetja. Program poudarja subsidiarnost in sorazmernost v regulaciji, digitalizacijo javne uprave in transparentnost javne porabe.

#### Fiskalna politika
Demokrati posebno pozornost namenjajo javnim financam v kontekstu industrijske politike in trajnostnega razvoja. Vključujejo zagotavljanje virov energije in razogljičenje, spodbujanje investicij v zagonska podjetja z uporabo različnih shem, reformo obdavčenja za primerljive davčne obremenitve ter poudarja sledenje uspešnosti in učinkovitosti v upravljanju javnih financ. Prav tako predlagajo neodvisne preglede za večjo transparentnost javne porabe, finančno podporo programom pametne specializacije z merjenjem uspeha po hitrosti inovacij in investicije v zakonodajo za zaščito strateških panog pred napadi.

#### Infrastruktura in mobilnost
Demokrati podpirajo širitev avtocestnega omrežja, izgradnjo tretje razvojne osi, posodobitev prometnih povezav, vključno z inteligentnimi transportnimi sistemi (ITS) za boljše upravljanje prometa. Pri železniški infrastrukturi se zavzemajo za modernizacijo prog, nabavo energetsko učinkovitih vlakov, elektrifikacijo in učinkovito javno naročanje za zmanjšanje stroškov.
Prav tako investicije v Luko Koper, multimodalne centre in železniško infrastrukturo za ohranjanje konkurenčnosti.
Investicije v obnovljive vire energije (sončna, vetrna, hidro), energetska učinkovitost, podaljšanje življenjske dobe JEK1 in razvoj črpalnih elektrarn ter spodbujanje trajne mobilnosti z izgradnjo kolesarskih povezav in promocijo javnega prevoza, hoje in kolesarjenja.

#### Izobraževanje, znanost in inovacije
Demokrati menijo, da je izobraževanje ključ do razvoja in uspeha, spodbuja kritično mišljenje. Zahteva kakovostno, dostopno šolsko okolje, poudarek na slovenščini, vključevanje deležnikov, avtonomijo šol in konkurenčnost visokošolstva. Spodbujajo raznolikost storitev, avtonomijo, enakopravnost izobraževanj in dualni sistem. Prav tako menijo, da naj bo visoko šolstvo odprto, inovativno, prilagojeno trgu, z izmenjavo v EU. Podpirajo vseživljenjsko učenje z mentorstvom, digitalizacijo, spodbujajo raziskave in inovacije s sodelovanjem znanosti in gospodarstva, državno podporo. Izzivi so digitalna pismenost, povezovanje s prakso, ustvarjalnost, decentralizacija in boljši pogoji za učitelje.

#### Okolje in podnebne spremembe
Demokrati poudarjajo, da je varovanje okolja, vključno z vodami, gozdovi in zemljišči, ključno za prihodnje generacije, vendar morajo biti posegi v naravo trajnostni in zagotavljati samozadostno oskrbo z viri. Prioritete dajejo boljšemu varstvo voda, tal, zraka in upravljanju z odpadki, spodbujanju krožnega gospodarstva in premišljenemu upravljanju z naravo ter učinkovitejšemu prostorskemu načrtovanju in pospešitvi dovoljenj za gradnjo. Spodbujevalni ukrepi za zeleni prehod morajo biti cenovno dostopni, z davčnimi olajšavami in programi za trajnostno bivanje in mobilnost. Obenem so potrebni ukrepi za prilagajanje na podnebne spremembe.

#### Zdravstvo
Vizija Demokratov za javno zdravstvo se osredotoča na pravičnost, dostopnost in učinkovitost, s poudarkom na kakovostni oskrbi, sodobni tehnologiji in preglednem upravljanju. Vključuje uvedbo zdravstvenih pokrajin za prilagajanje storitev po regijah, boljšo dostopnost in krajše čakalne dobe. Izboljšanje organizacije zajema upravljanje čakalnih seznamov, koordinacijo med zdravstvenimi ravnmi in uvedbo novih kapacitet z gradnjo ustanov ter mobilnimi enotami za oddaljene regije. Prenova upravljanja bo zmanjšala administrativne obremenitve za večjo učinkovitost. Preventiva bo krepila z večjim financiranjem programov za preprečevanje bolezni, nacionalnimi pregledi in digitalnim centrom za analizo zdravstvenega stanja. Digitalizacija bo prinesla popolno digitalizacijo kartotek, telemedicino, uporabo AI in partnerstva za napredne rešitve. Duševno zdravje bo integrirano v politike kot pomembna naložba v prihodnost.

#### Pravosodje
Demokrati pozdravljajo popolno reformo pravosodja v Sloveniji. Pod to spada prenova sodnega sistema z odpravljanjem okrajnih sodišč za poenostavitev strukture, izboljšanje učinkovitosti z uvedbo kabinetnega sistema, povečanjem podpornega osebja, urejanjem sodniških plač in profesionalizacijo sodnega sveta; kadrovska politika, ki spodbuja meritokracijo, izbor najboljših vodstvenih kadrov ter imenovanje sodnikov s strani predsednika republike na predlog sodnega sveta; digitalizacija za izboljšanje dostopnosti sodnih odločitev in nadzora nad postopki; ter povečanje dostopnosti do pravosodja, zlasti za ranljive skupine. 

### Zunanja politika
Cilji zunanje politike Demokratov je uresničevanje strateških interesov, krepitev varnosti in blaginje, kot je opredeljeno z ustavo, mednarodnimi dokumenti ter članstvom v EU in NATO. Vključujejo poudarek na kolektivni, energetski, surovinski, kibernetski in prehranski varnosti; razlikovanje med begunci in migranti ter omejevanje ilegalnih migracij z integracijskimi programi za socialno kohezijo; krepitev političnih odnosov s sosednjimi državami, skrb za slovenske manjšine in vezi v Srednji Evropi ter Sredozemlju; sistemsko podporo Slovencem v tujini; spodbujanje kandidatur za položaje v mednarodnih organizacijah na podlagi usposobljenosti; ter podporo reformam EU za povečanje konkurenčnosti, varnost kritične infrastrukture, širitev EU in ohranjanje evropske kulture in vrednot.

## Organi stranke

### Vodstvo stranke
- Predsednik: Anže Logar, Poslanec Državnega zbora Republike Slovenije
- Podpredsednica: Eva Irgl , Poslanka Državnega zbora Republike Slovenije
- Generalna sekretarka: Elena Zavadlav Ušaj, Članica Državnega sveta Republike Slovenije
- Predsednik sveta stranke: Tadej Ostrc

### Izvršilni in nadzorni odbor
Izvršilni odbor: Eva Irgl, Romana Jordan, Georg Mohr, Primož Novak, Mirko Požar, Rok Roblek
Nadzorni odbor: Gašper Krč, Martin Mlakar, Igor Prodanović, Slavko Remec, Nataša Slejko

### Svet stranke
Sestavljajo ga:
- na kongresu izvoljeni člani Sveta (20 članov): Mark Boris Andrijanič, Slaven Bajić, Neža Čepon, Stojan Cotič, Jan Dobrilovič, Ermin Hvalica, Gorazd Justinek, Matjaž Krk, Helena Kujundžić Lukaček, Suzi Kvas, Matic Logar, Saša Lavrič, Tadej Ostrc, Senko Pličanič, Leopold Pogačar, Damjan Stanek, Gregor Štrumbelj, Ana Šuštar, Julija Urbančič, Matjaž Vede

## Seznam predsednikov
- Anže Logar; 16. november 2024 – danes

## Vidnejši člani stranke
- Anže Logar, poslanec DZ in predsednik stranke
- Eva Irgl, poslanka DZ in podpredsednica stranke
- Romana Jordan, nekdanja evropska poslanka
- Tine Novak, poslanec DZ
- Mark Boris Andrijanič, politik in nekdanji minister za digitalizacijo
- Senko Pličanič, politik, izredni profesor na pravni fakulteti in nekdanji minister za pravosodje
- Aleš Novak, gledališki režiser in umetniški direktor festivala Borštnikovo srečanje[20]